# Noël Carroll
Noël Carroll (ur. w 1947) – amerykański filozof, uważany za jednego z najważniejszych przedstawicieli współczesnej filozofii sztuki. Filozof znany jest z publikacji dotyczących filmoznawstwa, a jego głównym polem pracy jest estetyka, teoria nowych mediów i filozofia historii. Pełna lista publikacji Carrolla liczy ponad 100 pozycji. Współtwórca kognitywnej metody badania dzieła filmowego.

## Kariera naukowa
- Licencjat, filozofia, Hofstra University, 1969.
- Magisterium, filozofia, University of Pittsburgh, 1970.
- Magisterium, filmoznawstwo, New York University, 1974.
- Magisterium, filozofia, University of Illinois, Chicago Circle, 1976.
- Doktorat, filmoznawstwo, New York University, 1976.
- Doktorat, filozofia, University of Illinois, Chicago Circle, 1983.